# Dam (Sara)
Dam was een dorp aan de Sarakreek in Brokopondo in Suriname.
Eind 19e eeuw werd gesproken over het aanleggen van een weg van Koffiekamp via Gégé naar Dam, maar Dam werd uiteindelijk het eindstation van de Lawaspoorweg, met als eerste haltes Gégé, Sikakamp, Adjama, Abontjeman en Kabel-Zuid.  Het traject was ongeveer veertig kilometer lang. Vervolgens werd de Surinamerivier overgestoken. Van 1909 tot 1924 gebeurde dit per kabelbaan en, nadat defecten in de kabel werden ontdekt, per korjaal. Aan de overzijde vertrok vervolgens een trein vanuit Kabel-Noord naar Paramaribo.
Rond 1918/1920 en later ook weer aan het begin van de crisisjaren 1930 was er sprake van de opheffing van de lijn Kabel-Zuid naar Dam, omdat deze niet meer rendabel zou zijn. De lijn bleef echter bestaan.
Sinds medio jaren 1960 werd hier het Brokopondostuwmeer aangelegd, waarbij Dam en andere dorpen in deze omgeving onder water kwamen te staan. De inwoners werden getransmigreerd.